# Limnonectes microdiscus
Limnonectes microdiscus es una especie de anfibio anuro del género Limnonectes de la familia Dicroglossidae.

## Distribución geográfica
Es endémica de Java y el extremo sur de Sumatra.